# Овенс (річка)

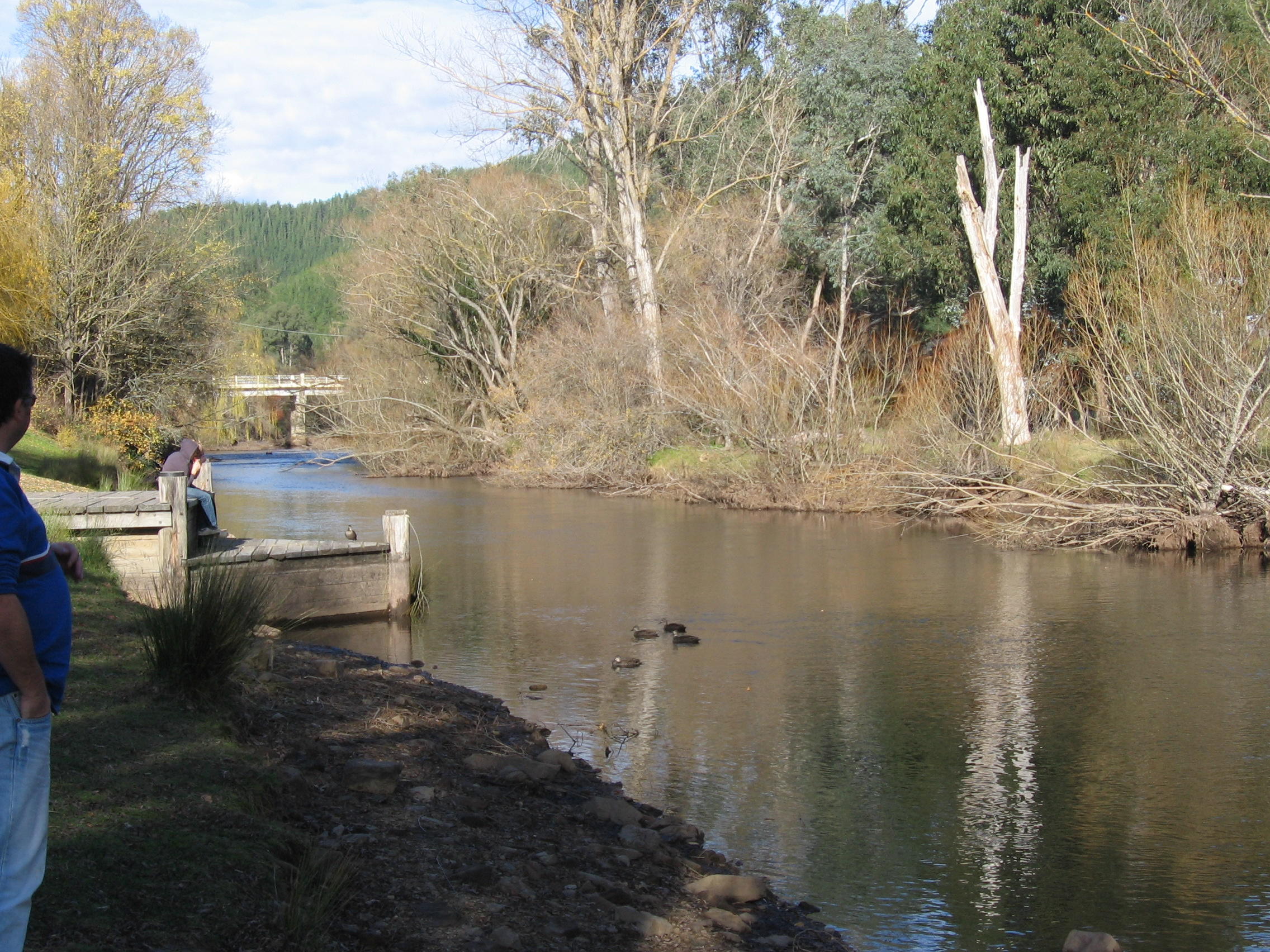

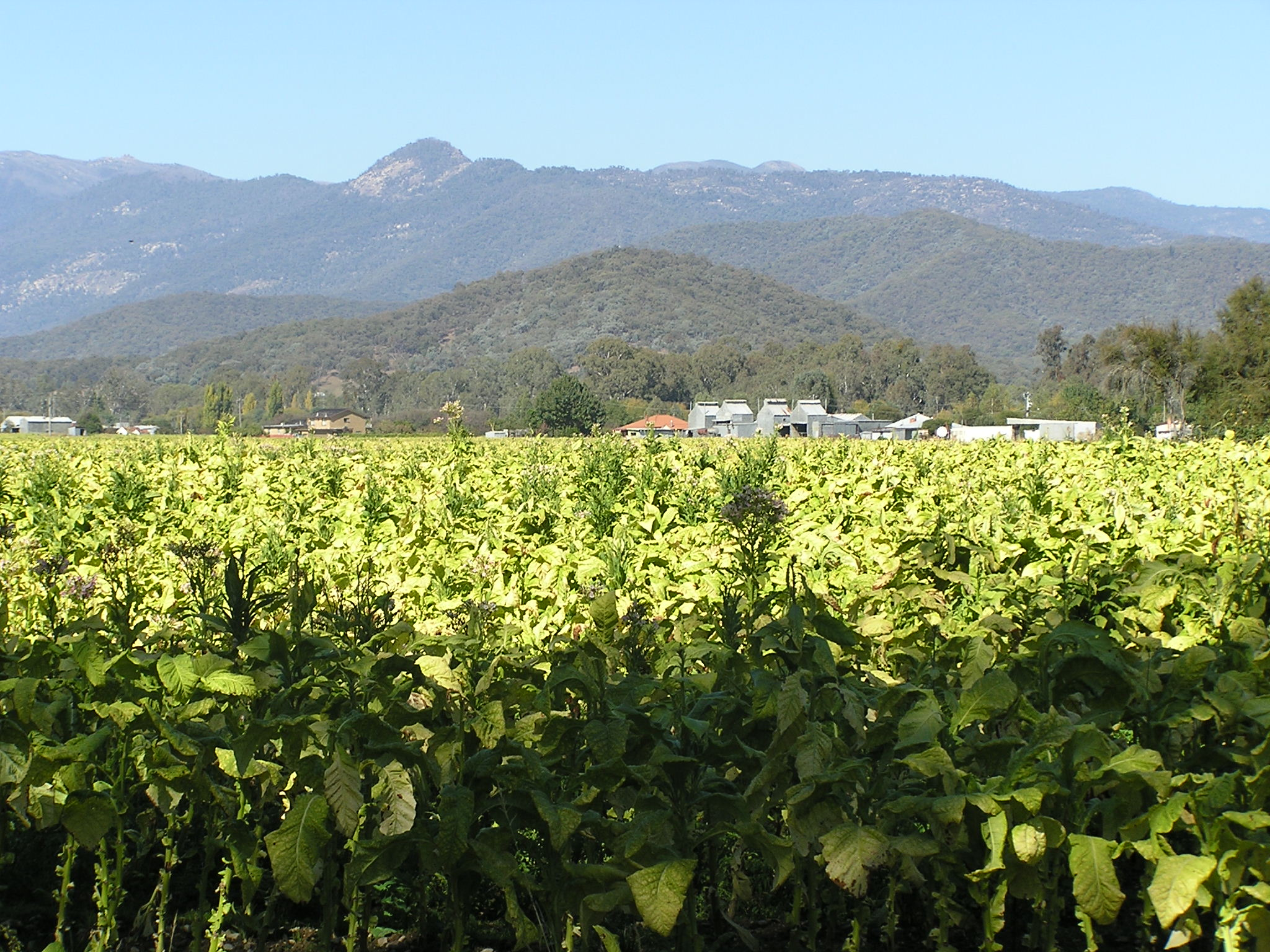
Тютюнові плантації в долині Овенса

Овенс – річка в австралійському штаті Вікторія.
Річку було досліджено Гамільтоном Гумом та Вільямом Ховеллом у 1824 році, тоді вона й отримала свою назву.  
Річка бере початок з Вікторіанських Альп й протікає через Брайт, Міртлфорд та Вонгаррату і впадає до річки Кінг.

## Долина річки
Долина річки Овенс є популярним туристичним маршрутом з лижними трасами на горі Готем, Баффало і Фоллс-Крік. Також в долині розташовано Альпійський національний парк і Національний парк «Гора Баффало».
Виробництво тютюну — було основним сектором промисловості, що розвивається в долині річки Овенс до 2006 року, коли уряд штату з економічних причин припинив вирощування тут цієї культури.

## Міста, розташовані над річкою Овенс
- Вонгаррата
- Бічворт
- Евертон
- Міртлфорд
- Овенс
- Брайт
- Вонділіджонг
- Гаритвіль
- Порепунка